# 糙叶野丁香
糙叶野丁香（学名：Leptodermis scabrida）为茜草科野丁香属下的一个种。

## 扩展阅读
- 維基物種上的相關：糙叶野丁香